# Aggtjärnen, Hälsingland
Aggtjärnen är en sjö i Hudiksvalls kommun i Hälsingland och ingår i Harmångersån-Delångersåns kustområde. Sjöns area är 0,05 kvadratkilometer och den är belägen 12 meter över havet.